# ラジアントヒストリア
『ラジアントヒストリア』（RADIANT HISTORIA）は、アトラスより2010年11月3日に発売されたニンテンドーDS用ゲームソフト。
2017年6月29日にニンテンドー3DSで新シナリオ「亜伝」を追加したフルリメイク版『ラジアントヒストリア パーフェクトクロノロジー』（RADIANT HISTORIA PERFECT CHRONOLOGY）が発売。

## 概要
時間移動（タイムトラベル）を題材にしたファンタジーRPG。本作のテレビCMでは「死亡フラグをへし折るRPG」というキャッチコピーが銘打たれ、時間を移動する力を得た主人公が歴史を操り、死ぬはずであった登場人物たちを助けていくような展開をアピールするものとなっている。
作中には銃やメカニックといった要素も登場したり、時間を行き来しながらルート分岐を埋めていくというアドベンチャーゲームのようなゲーム性も導入されていたりするが、基本的には剣と魔法の世界を舞台とした「王道のファンタジーRPG」と評される内容となっている。
企画の立案は、『スターオーシャン ブルースフィア』や『ベルアイル』などの作品に参加した高屋敷哲が、『ラジアータストーリーズ』などのキャラクターデザインに関わったこにしひろしと共に立ち上げ、企画書と試作のゲームをアトラスに持ち込むという形で行われた。
当初の構想では実際に発売されたものと異なり、プレイヤーは一本の剣となって複数の国や人物の間を渡り歩くという内容や、高屋敷の作風に近い破滅的な結末が想定されていたが、より感情移入しやすくゲーム性のある内容を求めるアトラス側の提案により路線転換が行われ、人間の主人公が、破滅を回避しようと未来を切り開いていくという内容が決定した。主人公像については開発段階での試行錯誤もあり、案の中には主人公をプレイヤーの分身と位置付けて無個性な人物とするものもあったが、最終的には主人公にもヒロイックな個性がつけられることとなり、プレイヤーの役割は主人公を含む登場人物たちを導くものであると位置付けられた。
タイトルの『ラジアントヒストリア』は、英語で「放射状の」「光り輝く」という意味のradiantと、「歴史」を意味するhistoryをもじったものを組み合わせた造語であり、光り輝く世界を取り戻すべく歴史を駆け巡る主人公の姿をイメージして命名されたものであるとされる。同じ単語を使用したタイトルの作品にバンプレストの「グランヒストリア」があり、主人公が年表視点で過去に戻り歴史に介入してゆくゲーム性部分などに共通点はあるが、開発スタッフも含め両作品に現時点で判明している関連性は無い。
作中では主人公の活躍だけでなく、国同士や種族間の関わりにも描写が割かれ、勧善懲悪では割り切れない複雑な人物や勢力の思惑が、歴史の改編を繰り返すことで浮かび上がっていくという群像劇的な内容も意図されている。下村陽子が手掛けた劇伴曲は、歴史の改編というシリアスなテーマを扱った内容であることを踏まえ、全体的にはやや切ない曲調の楽曲を主軸にしてまとめられている。

## ストーリー
大規模な砂漠化が進み、残り少ない土地を巡っての戦乱が繰り広げられているヴァンクール大陸。東の大国・アリステルの情報部で屈指の実力を誇るストックは、ある任務で敵軍の追跡を振り切ることに失敗し、絶体絶命の窮地に立たされる。同行していた仲間たちは彼を逃がそうとして命を落とし、彼もまた生死の境をさまよう。しかし、任務の直前にお守りと称して渡されていた「白示録」が光を放ち、ストックは過去に戻る力を授かる。
白示録の力で過去をやり直して死ぬはずであった仲間を救い、窮地から生還した彼は、案内人を名乗る双子の少年少女から、その力を使い、戦乱の中で砂漠化していく世界を滅亡の未来から救うことが、白示録の所有者に与えられた使命であることを聞かされる。
ストックはこの力で時間を行き来し、国を渡り歩き、親しい人物の死を回避していくことで仲間を集め、世界の滅亡という一国の問題に留まらない問題を回避するために奔走する。その中で彼は、白示録と同等の力を秘めたもう一冊の書物「黒示録」を操って歴史を破滅へと導こうとする謎の存在と敵対することになる。敵の正体、それは白示録の秘密、白示録をストックに託した人物であるハイスの意図、そしてストック自身の素性の秘密といった謎にも関わることであった。

## ゲームシステム
フィールドはトップビューで描かれ、フィールドや戦闘画面上のキャラクターはドット絵の技法で描かれている。DS版では、会話イベントでのバストアップのイラストも表示されるものの、発売当時のゲームとしては珍しく、ボイスやイベントムービーを用いないシンプルな演出方針が用いられた。後に発売された3DS版『パーフェクトクロノロジー』ではボイスが追加されたほか、重要なイベントで一枚絵を表示する演出が用いられるようになり、オープニングアニメーションも追加されている。

### 白示録
主人公は、物語のキーアイテムでもある魔法の書物「白示録」の力を借りることにより、時間を遡って過去の失敗をやり直したり、歴史を改編したことによって生じたパラレルワールドを渡り歩いたりすることができる。この際には主人公の記憶だけでなく、その時間軸で得た能力や所持アイテムなども維持される。
白示録はしばしば仲間の死といった不吉な未来の映像を主人公に見せる。主人公はそのままでは実現してしまう可能性のある未来を改編するため、この力を使って複数の時間軸を奔走することになる。主人公は絶体絶命の窮地を、別の時間軸やパラレルワールドで得た情報や能力、アイテムを活用して乗り越えたり、またパラレルワールドの出来事を通してもう一つの世界へと影響を与えたりするなどして歴史を改編していく。物語開始時点において白紙の本であった白示録は、主人公の行動を記録することで埋まっていく。
白示録の力には制限もあり、やり直しのできる場所はある程度決まっている他、持ち主が居合わせなかった歴史には介入できない、持ち主自身が命を落とすとやり直しはできない、といったルールが付随し、主人公の行動次第では世界が滅亡してしまうパラレルエンディング（ゲームオーバー）へと派生する場合もある。

### 戦闘
フィールドで敵シンボルと接触すると戦闘となり、メニューからコマンドを選択する形式で戦闘が進行する。戦闘バランスは決して過酷すぎず、しかし単調に戦っていては勝てないという匙加減が意図されている。
敵キャラクターは縦3×横3に区切られたマスの中に配置されており、同じマス目にいる複数の敵キャラクターには一度にダメージを与えることができる。味方キャラクターが持つ攻撃手段の中には敵の位置を前後左右に吹っ飛ばして位置を変えることができるものが用意されており、これを用いて複数の敵を一か所に集め、そこにダメージの大きな攻撃を当てることによって、敵を効率的に殲滅することができる。
キャラクターの行動の頻度は素早さに応じて変化し、敵と味方の行動順序が入り乱れて訪れ、プレイヤーは味方側のキャラクターに行動順が回ってきた際に行動を選択する。このときプレイヤーは防御力の一時的な低下と引き換えに、味方側キャラクターの行動を遅らせ、敵キャラクターを含む他のキャラクターの手番と入れ替えることもでき、これを用いて仲間側キャラクターの手番が連続するように仕向け、敵に移動する時間を与えないようにして連続攻撃で畳み掛けることもできる。連続攻撃によりコンボが発生するとダメージでも有利な修正を受ける。なお味方側キャラクターの手番が連続する場合、プレイヤーはそれらを一度にまとめて指示する形式になる。
各キャラクターはヒットポイント、マジックポイントに加え、マナバーストゲージと呼称されるゲージを持っており、このゲージを最大値まで溜めることで強力な必殺技「マナバースト」を使うことができる。マナバーストは強力だがゲージが溜まるまでには時間がかかるため、使いどころの見極めが必要となる。

## 世界観
ヴァンクール大陸
人間と獣人が共存している大陸。100年以上前から砂漠化が進行し、緑豊かな土地をめぐって戦争が繰り返されている。また、人体からマナが失われることで体が砂と化す「砂人病」という奇病も蔓延している。
かつてこの大陸には「帝国」というマナの研究国家が存在していた。しかしある時帝国は崩壊し、その際に大陸のマナのバランスが破壊され、常にマナが失われていくようになってしまっている。そしてマナが完全に失われた土地は砂漠化する。
アリステル
大陸の東に位置する神聖国家。現人神であるノアへの信仰が人民の心に深く根付いており、国全体を結束させている。「魔動」と呼ばれるマナを利用した機器の開発が盛んで、軍事にも応用されているが、供給面のコストから大々的な使用には至っていない。
グランオルグ
大陸の西に位置する帝国。アリステルとは50年以上も戦争状態となっている。女王プロテアの悪政により、国民の不満は増加しており、反政府組織も国内に設立されている。
かつての帝国神官が前身となった国。本来この国の王族は祖先より伝わった「儀式」により、大陸のマナを安定させる役目を担っている。しかし現国家元首であるプロテアは王家の血を引いていないため儀式を執り行うことができず、それが可能な第一王女エルーカにも自身の権力を護るため儀式を行わせず、大陸の破滅は間近に迫っている。
セレスティア
獣人サテュロス族の国。200年にわたり結界を張り、人間との関わりを絶っている。サテュロス族はマナを操る不思議な力を会得している。
フォルガ
獣人ブルート族の国。セレスティア同様、人間とは長きにわたり関わりを絶っている。ブルート族は見た目の巨大さから想像できるように、その力強さが武器。
シグナス
大陸南西に位置する、砂漠に囲まれた国。オアシスからの水源を確保しているため、砂漠の中にあるにもかかわらずかなりの規模を誇っている。アリステルやグランオルグからの流れ者が作った自由の国。
ヒストリア
ストックの手にした、「白示録」の中の世界。時間と空間を超越した場所。ここから過去に戻ることができる。
正伝・異伝
ゲーム開始直後に分岐し、白示録に刻まれる二つの歴史の流れ。正伝はストックが情報部に留まった歴史、異伝はストックが軍に戻った歴史。双方は互いに影響を与えており、片方の歴史だけを進めてもいずれ行き詰るため、両方を並行して進行する必要がある。

## 登場人物
声はニンテンドー3DS版でのキャスト。

### アリステル
ストック
声 - 小西克幸
本作の主人公。凄腕の剣士・エージェント。19歳。赤い服がトレードマーク。無口で冷静沈着ではあるものの、仲間が傷つくことが何よりも嫌いで自己犠牲すらいとわない熱い人物。「白示録」を手にしたことから、過去へ戻る能力を得る。過去の記憶を失っており、ハイスにストックという名を与えられた。その後、軍に入隊し活動をしていたところをハイスが新設した情報部に引き抜かれる。
レイニー
声 - 佐倉綾音
ストックのパートナーの一人で活発な少女。17歳。槍を使った攻撃と炎・氷・雷の三属性を中心とした攻撃魔法を扱う。所属していた傭兵団が壊滅に追い込まれた際にハイスに拾われ、子飼いの部下となる。物語の冒頭でストックのパートナーとしてマルコと共に配備される。やや直情的な面がある。ストックに密かに思いを寄せており、とあるサブイベントを発生させると晴れて両想いの間柄となる。
マルコ
声 - 山谷祥生
ストックのパートナーの一人で小柄な少年。17歳。剣を使った攻撃と回復術を得意とする。レイニーと同じ傭兵団に所属しており、レイニーとは旧知の仲。同じ所属仲間のレイニーからは「マル」という愛称で呼ばれている。
ハイス
声 - 飛田展男
アリステル情報部総督。常に冷静沈着で用心深い老境に入った男。アリステルに情報部を立ち上げると、当時軍人として活動していたストックを引き抜いて部下とした上でエージェントとして育てあげた。「白示録」を託した人物であるが、ヒストリアを管理する双子からは、彼に対しても白示録のことは話すべきではないと口止めされている。
ロッシュ
声 - 羽多野渉
アリステル軍士官。大柄な体躯と長い金髪を持つ男で作中では度々獅子に喩えられる。21歳。ストックとは軍で知り合った親友の間柄。槍を使った戦闘力と指揮能力を併せ持つ現場指揮官として高い実力を買われ、市民による志願兵部隊の隊長に就くことになった。左腕に魔動仕掛けのガントレットを義手として装備しているが、これは過去の戦闘で大怪我を負ったためである。
ソニア
声 - ゆかな
アリステル軍の医師兼技術士。ストックやロッシュの友人で、特にロッシュには想いを寄せている。
ヒューゴ
声 - 松田健一郎
アリステル軍最高司令官。5年前から表に姿を見せなくなったノアの言葉の代弁者として表舞台に立ち、人気を得ている。元政治家ということもあって弁舌が巧み。
ラウル
声 - 川島得愛
アリステル軍のナンバー2。ロッシュの上司にあたる。個人戦闘力や指揮能力はさほどではないが、戦略や政略に長けた人物。ある理由から決断力を失っており、自身の判断よりも周囲の意見を優先させることもある。
ビオラ
声 - 井上麻里奈
アリステルの軍人。その数々の武勇と美貌から「戦女神」としてその名を轟かす。現在は最前線である砂の砦で軍指揮を行っているが、人気をねたんだヒューゴによって「飛ばされた」とするのが国民の噂。最近は体調不良に悩まされているらしい。
キール
声 - 内田雄馬
アリステル軍の下士官。新兵ばかりのロッシュの部隊ではリーダー的存在。純朴で非常に前向きな性格。儀礼用の剣舞は得意だが実戦用の剣技は苦手。ストックやビオラを尊敬している。
フェンネル
声 - 小形満
アリステル軍の科学技術庁長官。高名な魔動学者で、ソニアの上司でもある。かなりの人間嫌い。

### グランオルグ
プロテア
声 - 新井里美
グランオルグ女王。街娘であったところを先王に見出され、結婚。その後、先王が死亡したため彼女が即位。庶民出身であるが故、政治能力は皆無で、悪政により人民を苦しめている。
エルーカ
声 - 高橋李依
グランオルグ王女で、王位第一継承者。金髪の巻き髪が特徴のショートヘア（フルリメイク版ではロングヘアー）。プロテアとの血縁関係はない。プロテアに何度も政治に関する忠告をしているが、ほとんど無視されている。密かに反政府組織であるレジスタンスに通じている。戦闘では銃で戦い、攻撃魔法や回復魔法も使いこなす。銃を飛び道具として使用するのは魔法を使用する際であり、通常攻撃時には銃身で直接殴りつける。
ディアス
声 - 浪川大輔
グランオルグ宮廷騎士。プロテアが最も信頼する側近の一人。グランオルグの軍事における最高責任者。
セルバン
声 - 浜田賢二
グランオルグの貴族。プロテアが最も信頼する側近の一人。グランオルグの議会を掌握している。
パロミデス
ディアスの右腕とされる大騎士。「死神」の異名で恐れられている。物語冒頭でストックの隊を全滅に追い込むが、結果的にはそれが「白示録」の力をストックが手にするきっかけとなる。

### サテュロス族
アト
声 - 黒沢ともよ
旅芸人一座の一員。9歳。元気が取り柄の可愛らしい少女。ストックのことを好きになり、旅に同行することを決意する。戦闘ではナイフで戦い、強力なトラップと回復を得意とする。実はシャーマンとしての資質がある。「〜なの」という語尾で話す。
バノッサ
声 - 坪井智浩
旅芸人一座の座長。アトの保護者的存在で、「おじちゃま」と慕われている。紳士的な性格。
リーズ
声 - 赤﨑千夏
旅芸人一座の踊り娘。アトの姉的存在。人懐っこい性格。とある人間と恋仲だが、人間と獣人の種族を超えた恋愛に悩んでいる。

### ブルート族
ガフカ
声 - 黒田崇矢
とある事情からフォルガを追放された後、セレスティアの用心棒として里を守っている獣人。35歳。ストックの事を「赤いの」と呼ぶ。戦闘ではその強力な腕っ節を生かし、爪や手甲を装備して戦う。

### ヒストリア
リプティ
声 - 内田真礼
ティオの双子の姉。弟とともにヒストリアを管理している存在。穏やかな性格。
ティオ
声 - 富田美憂
リプティの双子の弟。姉とともにヒストリアを管理している存在。シニカルでやや辛口。

### 「亜伝」の人物
ネメシア
声 - 小松未可子
歴史学者の少女であり、アーティファクトと呼ばれるものを探している。

## 主題歌
「-HISTORIA-」
作詞/作編曲 - 下村陽子、歌 - 霜月はるか
「落花流水」（パーフェクトクロノロジーOPテーマ）
作詞/作曲 - 下村陽子、編曲 - AKIRA、歌 - 霜月はるか

## スタッフ
- 原案・世界設定 - 高屋敷哲
- キャラクターデザイン・コンセプトアート - こにしひろし
- 3DS版キャラクターデザイン・コンセプトアート - 廣岡政樹
- 音楽 - 下村陽子
- ディレクター - 平田弥
- バトルプランナー - 加藤澤男
- フィールドプランナー - 渡邊龍也
- イベントプランナー - 高森健一
- プログラマー - 矢島大亮
- ニンテンドー3DS版オープニングアニメーション制作 - A-1 Pictures

本作はアトラスへの企画持ち込みという形で立案されたが（詳細は「#概要」を参照）、こうした経緯の作品はアトラスでは初めての試みであるという。フリーの作曲家としてゲーム作品の劇伴曲を手掛けている下村陽子も、アトラスでの仕事は本作が初である。一方で企画の調整やストーリーのフローチャートの練り込みなどにはアトラス側の企画陣の手が入っており、戦闘システムの調整も、アトラスで『世界樹の迷宮』シリーズや『真・女神転生 STRANGE JOURNEY』といった作品を手掛けている加藤澤男が手掛けている。